# Перша (Ајова)
Перша (енгл. Persia) град је у америчкој савезној држави Ајова. По попису становништва из 2010. у њему је живело 319 становника.

## Демографија
Према попису становништва из 2010. у граду је живело 319 становника, што је -44 (-12.1%) становника више него 2000. године.
| Група             | 2000.       | 2010.       |
| Белци             | 360 (99,2%) | 311 (97,5%) |
| Афроамериканци    | 1 (0,3%)    | 1 (0,3%)    |
| Азијати           | 0 (0,0%)    | 0 (0,0%)    |
| Хиспаноамериканци | 2 (0,6%)    | 1 (0,3%)    |
| Укупно            | 363         | 319         |